# جبل إيمون
جبل إيميون /ˈɪmiən/ Imeon اسم قديم لمجموعة سلاسل الجبال في آسيا الوسطى والتي تضم جبال الهندوكوش وبامير وتيان شان الحالية، وتمتد من جبال زاغروس في الجنوب الغربي إلى جبال ألتاي في الشمال الشرقي، وترتبط بجبال كونلون وكاراكورام والهيمالايا في الجنوب الشرقي. تم استخدام المصطلح من قبل علماء العصر الهلنستي باسم "جبل إيماوس Imaus "، على الرغم من أنه ليس يوناني في أصله، ويسبق الإسكندر الأكبر.[بحاجة لمصدر]

## الجغرافيا
ورد وصف تفصيلي للمنطقة الجبلية وشعبها في فهرس الجغرافيا الأرمنية Ashharatsuyts الذي كتبه العالم أنانيا شيراكاتسي في القرن السابع. وفقا لخريطة Ashharatsuyts الأصلية التي أعاد الأكاديمي. سورين تي. إيريميان بناءها، تم تقسيم النظام الجبلي إلى أربعة فروع (محددة بخطوط منقطة خضراء على الخريطة) تتوافق على التوالي مع أربع سلاسل جبلية حالية:
- إيميون الجنوبية ('إيمافون' بالأرمنية ): هندوكوش
- جنوب شرق إيميون: بدخشان وبامير ؛
- إيمون الشمالية: جبال ألاي وسلسلة جبال تيان شان الواقعة شمال وادي فرغانة
- شمال شرق إيميون: الجزء الأوسط والشرقي من تيان شان

تحد الجبال أراضي الصين في الشرق، والهند في الجنوب، وأريا في الغرب (المنطقة المحيطة بهرات الحديثة، والمشار إليها باسم "آريا" على خريطة إريميان )، وخوارزم في الشمال الغربي.
كان يتم عبور النظام الجبلي بواسطة جزء من طريق الحرير المؤدي غربًا من ياركاند إلى البرج الحجري في شرق بامير (الذي ذكره بطليموس، ويظهر أيضًا على خريطة أشاراتسويتس )، ثم عبر ممر واخان وبدخشان للوصول إلى مدينة بلخ القديمة الكبرى. كان هناك طريق حرير شمالي بديل يمتد من كاشغر إلى وادي ألاي العلوي، ثم يعبر جبال ألاي ليدخل وادي فرغانة.
كان جبل إيميون معروف برواسب اللازورد في غرب بدخشان، كما هو موضح على خريطة شيراكاتسي. تنتج مناجم ساري سانج اللازورد منذ آلاف السنين، وتزوّد الحضارات القديمة في مصر، وبلاد ما بين النهرين، والهند، وروما، ولا تزال تنتج أجود أنواع اللازورد في العالم. قام المغامر البندقي ماركو بولو بزيارة المناجم في عام 1271 أثناء رحلته الشهيرة إلى الصين، متبعًا طريق الحرير لعبور الجبال عن طريق واخان. 

## السكان
وفقًا لأشراتسويت كانت أراضي آسيا الوسطى الواقعة غرب إيمون مأهولة في العصور القديمة بخمس عشرة دولة حرفية وتجارية قديمة: ماساجيتاي، وبولهي، وخوارزميان ('هوروزميكي') وما إلى ذلك، و43 قبيلة بدوية بما في ذلك الهفتاليين والألكون. تم تسمية سلسلة جبال إيميون في جزيرة سميث في جزر شيتلاند الجنوبية، القارة القطبية الجنوبية على اسم جبل إيميون.

## قراءات إضافية
- باكالوف، جورجي. حقائق غير معروفة عن تاريخ البلغار القدماء. مجلة العلوم. اتحاد العلماء في بلغاريا. المجلد 15 (2005) العدد 1. (باللغة البلغارية)
- ديميتروف، بوزيدار. البلغار والإسكندر المقدوني. صوفيا: دار نشر تنجرا، 2001. 138 صفحة (باللغة البلغارية)(ردمك 954-9942-29-5)
- دوبريف، بيتر. بلغاريا القديمة غير المعروفة. صوفيا: دار نشر إيفان فازوف، 2001. 158 صفحة (باللغة البلغارية)(ردمك 954-604-121-1)
- شيراكاتسي، أنانيا. دليل الجغرافيا (القرن السابع الميلادي). النسخة الروسية: Аrmянская География VII века по Р. هـ. (مقتبس من مويسيس هورنسكومو). النص والمراجعة باستخدام بطاقة التزود بالوقود والأدوات المساعدة المجهزة بواسطة K. ص. باتكانات. سانكت بيتربورغ: أكاديمية الإمبراطورية ناوك، 1877. (منشور حديث مبكر، أقل تفصيلاً من المنشورات اللاحقة.) </link>
- ملاحظة الخلفية: بلغاريا. مكتب الشؤون الأوروبية والأوراسية، وزارة الخارجية الأمريكية، 2010